# Invincible (альбом Skillet)
Invincible — третій альбом християнського рок-гурту Skillet, що вийшов у 2000.

## Про альбом
Invincible був записаний 1 лютого 2000 на лейбі Arden Records. Як і колишній альбом, Invicnible являє собою альтернативний рок з елементами індастріал а в дусі Nine Inch Nails. Перший альбом, записаний з новим гітаристом Кевіном Халланда.

## Список композицій
Всі пісні написані Джоном Купером, за винятком зазначених.
| Album release | Album release             | Album release          | Album release |
| #             | Назва                     | Автор                  | Тривалість    |
| ------------- | ------------------------- | ---------------------- | ------------- |
| 1.            | «Best Kept Secret»        |                        | 3:55          |
| 2.            | «You Take My Rights Away» |                        | 4:32          |
| 3.            | «Invincible»              |                        | 3:51          |
| 4.            | «Rest»                    | Джон Купер, Корі Купер | 3:48          |
| 5.            | «Come On to the Future»   |                        | 3:54          |
| 6.            | «You're Powerful»         | Дж. Купер, К. Купер    | 3:26          |
| 7.            | «I Trust You»             | Дж. Купер, К. Купер    | 3:38          |
| 8.            | «Each Other»              | Дж. Купер, К. Купер    | 3:26          |
| 9.            | «The Fire Breathes»       |                        | 3:41          |
| 10.           | «Say It Loud»             |                        | 3:32          |
| 11.           | «The One»                 |                        | 4:12          |
| 12.           | «You're in My Brain»      |                        | 10:40         |
| 52:38         |                           |                        |               |

Трек «You're in My Brain» містить у собі приховану пісню під назвою «Angels Fall Down» з наступного альбому.